# Sam Jones III
Pour les articles homonymes, voir Sam Jones, Samuel Jones (homonymie) et Jones.
Samuel L. Jones III est un acteur né le 29 avril 1983 à Boston dans le Massachusetts (États-Unis).

## Biographie
Sam Jones III a grandi à Boston où il a débuté dans des publicités locales. En 1999, après avoir obtenu son diplôme, il décide de s'installer à Hollywood pour poursuivre sa carrière. Il démarre rapidement avec un rôle dans un épisode de New York Police Blues où il interprète un adolescent perturbé qui vole une arme. Puis il se fait connaitre, grâce à la série Smallville, relatant la jeunesse de Clark Kent/Superman, dans laquelle il incarne Pete Ross, meilleur ami du héros.
Le film The Robbery, où il interprète un jeune autiste de 15 ans prénommé Zigzag, est sorti en 2002 mais seulement à New York. Il partage l'affiche avec Wesley Snipes et John Leguizamo. Une sortie nationale a eu lieu en 2003.
Dans la série Urgences, il joue le rôle du jeune frère homosexuel du docteur Greg Pratt,  Mekhi Phifer. 
Bien qu'il habite Los Angeles, il aimerait bien emménager à Vancouver[réf. nécessaire] où a lieu le tournage de Smallville. 

### Vie privée
Il est en couple avec Karissa Shannon
Il n'a aucune parenté avec l'acteur Sam J. Jones (Flash Gordon)

## Filmographie

### Cinéma
- 2001 : Rap Game : Erik
- 2002 : The Robbery  : ZigZag
- 2006 : Les Chemins du triomphe (Glory Road) : Willie Worsley
- 2006 : Les Soldats du désert : Billy Marsh
- 2015 : Blue Mountain State: The Rise of Thadland (en) : Craig Shilo

### Télévision
- 1999 : New York Police Blues : Jerome Banks
- 1999 : Amy : Robert Chetwind
- 2000 - 2001 : Les Experts : James Moore
- 2001 - 2004 : Smallville : Pete Ross (67 épisodes)
- 2002 : Aux portes du cauchemar : Russell
- 2003 : The Practice : Bobby Donnell et Associés : Troy Ezekiel (saison 7, épisode 18)
- 2005 - 2009 : Urgences : Charlie "Chaz" Pratt Jr. (16 épisodes)
- 2006 : Le Bal de fin d'année (téléfilm) : Brandon Williams
- 2006 : 7 à la maison  : Alex (saison 10, épisode 12)
- 2007 : Bones : Tyler Neville (saison 3, épisode 6)
- 2008 : Smallville : Pete Ross
- 2009 : Le Bateau de l'espoir (téléfilm) : Billy
- 2010 : Blue Mountain State : Craig Shilo